# Тоґаші Йошіхіро
Йошіхіро Тоґаші (яп. 冨樫 義博, Тоґаші Йошіхіро, нар. 27 квітня 1966) — японський манґака, автор популярних манґа-серіалів YuYu Hakusho, Level E і Hunter × Hunter, які видавался в журналі Weekly Shonen Jump. Одружений з Такеуті Наоко, авторці «Сейлор Мун».

## Біографія
Захопився малюванням ще в початковій школі. Навчався в Ямаґатському університеті, плануючи стати вчителем, але одна з його робіт, надіслана до журналу Weekly Shonen Jump, була високо оцінена. У 1986 році, у віці 20 років, його робота Buttobi Straight (ぶっとびストレート, Buttobi Sutorēto) була нагороджена премією Тедзука. За наполяганням одного з редакторів журналу Weekly Shonen Jump Тоґаші покинув навчання і переїхав до Токіо, де почав працювати манґакою.

## Особисте життя
Тоґасі одружений з Наоко Такеуті, авторкою Сейлор Мун. Вони познайомилися на вечірці, яку влаштував Кадзусі Хаґівара у серпні 1997 року. Наступного року Такеуті деякий час допомагала Тоґасі, додаючи скрінтони до його манґи Hunter × Hunter. 6 січня 1999 року Тоґасі і Такеуті одружилися. На церемонії були присутні кілька колег-художників манґи та актори озвучення аніме-серіалів Sailor Moon та YuYu Hakusho. Подружжя має двох дітей і співпрацювало над дитячою книгою під назвою Oobo- Nu- Tochiibo- Nu- (おおぼーぬーとちぃぼーぬー), яку Такеуті написала, а Тоґаші проілюстрував.
Протягом багатьох років він страждає від хронічних проблем зі спиною, що призвело до кількох багаторічних перерв у роботі. Через ці проблеми він може малювати лише епізодично і лише лежачи.

## Праці

### Манґа
- Sensēha Toshishita!! (1986, пізніше опублікована в 4 томі Ten de Shōwaru Cupid)[7]
- Jura no Miduki (1987, опублікована в 1 томі Hop Step Award Selection)[8]
- Ōkami Nante Kowakunai!! (1989, видавництво Shueisha)
  - Buttobi Straight (1987)
  - Tonda Birthday Present (1987, опубліковано в Weekly Shonen Jump)
  - Occult Tanteidan (1988—1989, опубліковано в Weekly Shonen Jump)
  - Horror Angel (1988, опубліковано в Weekly Shonen Jump)
  - Ōkami Nante Kowakunai!! (1989, опубліковано в Weekly Shonen Jump)
- Ten de Shōwaru Cupid (1989—1990, опубліковано у Weekly Shonen Jump)
- YuYu Hakusho (1990—1994, опубліковано в Weekly Shonen Jump)
- Level E (1995—1997, опубліковано в Weekly Shonen Jump)
- Hunter × Hunter (1998—дотепер, публікується у Weekly Shonen Jump)

### Інше
- Yoshirin de Pon! (1994, додзінсі про YuYu Hakusho, що поширювалося на Літньому Комікеті 1994 р.)
- Biohazard 3: The Last Escape Official Guidebook (1999, видавництво ASCII)[9]
- Official Hunter × Hunter Guide (2004, видавництво Shueisha)[10]
- YuYu Hakusho Who's Who Underworld Character Book (2005, видавництво Shueisha)[11]
- YuYu Hakusho Illustrations (2005, видавництво Shueisha)[12]
- Oobo-Nu-To Chiibo-Nu- (2005, видавництво Kodansha)
- Hetappi Manga Kenkyūjo R (2011, видавництво Shueisha)[13]